# Mainradweg
De Mainradweg (Mainfietsroute) is een langeafstandsfietsroute in Duitsland. De route volgt de rivier de Main van de bron tot de monding in de Rijn. De route is bewegwijzerd in twee richtingen en is onderdeel van de EuroVelo EV4 Midden-Europaroute.

## Traject
De Main zelf ontstaat nabij de stad Kulmbach  bij Melkendorf (een westelijk Ortsteil van deze stad) door de samenvloeiing van de Rode Main (Roter Main) en de Witte Main (Weißer Main). De Rode Main komt van links en ontspringt in de Fränkische Alb, terwijl de Witte Main haar bron heeft in het Fichtelgebergte. De EuroVelo EV4 Midden-Europaroute volgt de variant van de Witte Main naar Bad Berneck en de bron van deze tak. Als hier gestart wordt dan is de Mainradweg vanaf deze bron tot de monding in de Rijn 538 km lang. Bij de bron gaat de EV4 verder oostwaarts.
Een alternatief is te starten bij de bron van de Rode Main in Creußen. Dit alternatief is van bron tot monding in de Rijn 557 km lang. Onderweg komt deze variant door Bayreuth.
Beide varianten komen samen in Kulmbach. De Main stroomt door het Rijn-Maingebied. Onderweg worden tal van bezienswaardige plekken aangedaan. In Würzburg is er een aansluiting op de Romantische Straße en in Schweinfurt is er een aansluiting op de Main-Werra-Radweg die een verbinding vormt met het dal van de Werra. Bij het eindpunt Mainz waar de Main in de Rijn stroomt kan de EV4 verder noordwaarts worden gevolgd of kan gekozen worden voor de EuroVelo EV15 Rijnroute.
De route is ook onderdeel van de landelijke route D5 Saar-Moezel-Main. Daarnaast is de route tussen Würzburg en Gemünden am Main onderdeel van de landelijke route D9 - Wezer-Romantische Straat.

## Aansluitingen met Europese fietsroutes
- De gehele route is onderdeel van de EuroVelo EV4 Midden-Europaroute.
- In Mainz kan worden aangesloten op de EuroVelo EV15 Rijnroute.

## Aansluitingen met andere fietsroutes
- In Hallstadt kan worden aangesloten op de Aischtal-Radweg.
- In Schweinfurt kan worden aangesloten op de Main-Werra-Radweg.
- In Würzburg kan worden aangesloten op de Romantische Straße.
- In Obernburg am Main kan worden aangesloten op de R9.
- In Frankfurt-Höchst kan worden aangesloten op de Hessischer Radfernweg R3.
- In Frankfurt-Höchst kan worden aangesloten op de Hessischer Radfernweg R8.
- In Mainz kan worden aangesloten op de Hessischer Radfernweg R6.
- De route is onderdeel van de landelijke route D5 - Saar-Moezel-Main.
- Tussen Würzburg en Gemünden am Main is de route onderdeel van de landelijke route D9 - Wezer-Romantische Straat.